# Roccavivara
Roccavivara – miejscowość i gmina we Włoszech, w regionie Molise, w prowincji Campobasso.
Według danych na rok 2004 gminę zamieszkiwały 954 osoby, 47,7 os./km².